# Gabon a 2004. évi nyári olimpiai játékokon
Gabon a görögországi Athénban megrendezett 2004. évi nyári olimpiai játékok egyik részt vevő nemzete volt. Az országot az olimpián 4 sportágban 6 sportoló képviselte, akik érmet nem szereztek.

## Atlétika
Férfi

| Versenyző           | Versenyszám | Előfutam | Előfutam | Előfutam | Negyeddöntő | Negyeddöntő | Negyeddöntő | Elődöntő | Elődöntő | Elődöntő | Döntő   | Döntő    |
| Versenyző           | Versenyszám | Idő      | Hely.    | Össz.    | Idő         | Hely.       | Össz.       | Idő      | Hely.    | Össz.    | Idő     | Helyezés |
| ------------------- | ----------- | -------- | -------- | -------- | ----------- | ----------- | ----------- | -------- | -------- | -------- | ------- | -------- |
| Wilfried Bingangoye | 100 m       | 10,76    | 8.       | 63.*     | kiesett     | kiesett     | kiesett     | kiesett  | kiesett  | kiesett  | kiesett | kiesett  |

Női

| Versenyző       | Versenyszám | Előfutam | Előfutam | Előfutam | Elődöntő | Elődöntő | Elődöntő | Döntő   | Döntő    |
| Versenyző       | Versenyszám | Idő      | Hely.    | Össz.    | Idő      | Hely.    | Össz.    | Idő     | Helyezés |
| --------------- | ----------- | -------- | -------- | -------- | -------- | -------- | -------- | ------- | -------- |
| Marlyse Nsourou | 800 m       | 2:12,35  | 7.       | 38.      | kiesett  | kiesett  | kiesett  | kiesett | kiesett  |

* - két másik versenyzővel azonos időt ért el

## Ökölvívás
| Versenyző             | Versenyszám  | Selejtező                      | Nyolcaddöntő      | Negyeddöntő       | Elődöntő          | Döntő             | Helyezés |
| Versenyző             | Versenyszám  | Ellenfél Eredmény              | Ellenfél Eredmény | Ellenfél Eredmény | Ellenfél Eredmény | Ellenfél Eredmény | Helyezés |
| --------------------- | ------------ | ------------------------------ | ----------------- | ----------------- | ----------------- | ----------------- | -------- |
| Petit Jesús Ngnitedem | Harmatsúly   | Nestor Bolum (NGR) · 17-23     | kiesett           | kiesett           | kiesett           | kiesett           | 17.      |
| Taylor Mabika         | Félnehézsúly | Ilíasz Pavlídisz (GRE) · 17-32 | kiesett           | kiesett           | kiesett           | kiesett           | 17.      |

## Cselgáncs
Női

| Versenyző       | Versenyszám  | Selejtező                    | Nyolcaddöntő      | Negyeddöntő       | Elődöntő          | Vigaszág első kör | Vigaszág negyeddöntő | Vigaszág elődöntő | Bronz- mérkőzés   | Döntő             | Helyezés    |
| Versenyző       | Versenyszám  | Ellenfél Eredmény            | Ellenfél Eredmény | Ellenfél Eredmény | Ellenfél Eredmény | Ellenfél Eredmény | Ellenfél Eredmény    | Ellenfél Eredmény | Ellenfél Eredmény | Ellenfél Eredmény | Helyezés    |
| --------------- | ------------ | ---------------------------- | ----------------- | ----------------- | ----------------- | ----------------- | -------------------- | ----------------- | ----------------- | ----------------- | ----------- |
| Mélanie Engoang | Félnehézsúly | Amy Cotton (CAN) · 0000-1000 | kiesett           | kiesett           | kiesett           |                   |                      |                   |                   |                   | helyezetlen |

## Taekwondo
Nem indult
- Claude Cardin Boulouchi Letola